# Pilularia globulifera
Espèce
Statut de conservation UICN

 LC  : Préoccupation mineure
L'espèce Pilularia globulifera, appelée pilulaire ou parfois boulette d'eau ou encore pilulaire à globules, est une fougère filamenteuse aquatique vivace de la famille des Marsileaceae. Elle est caractérisée par des sporocarpes globuleux contenant les sporanges. Elle est protégée sur tout le territoire français - Annexes I et II.

## Description

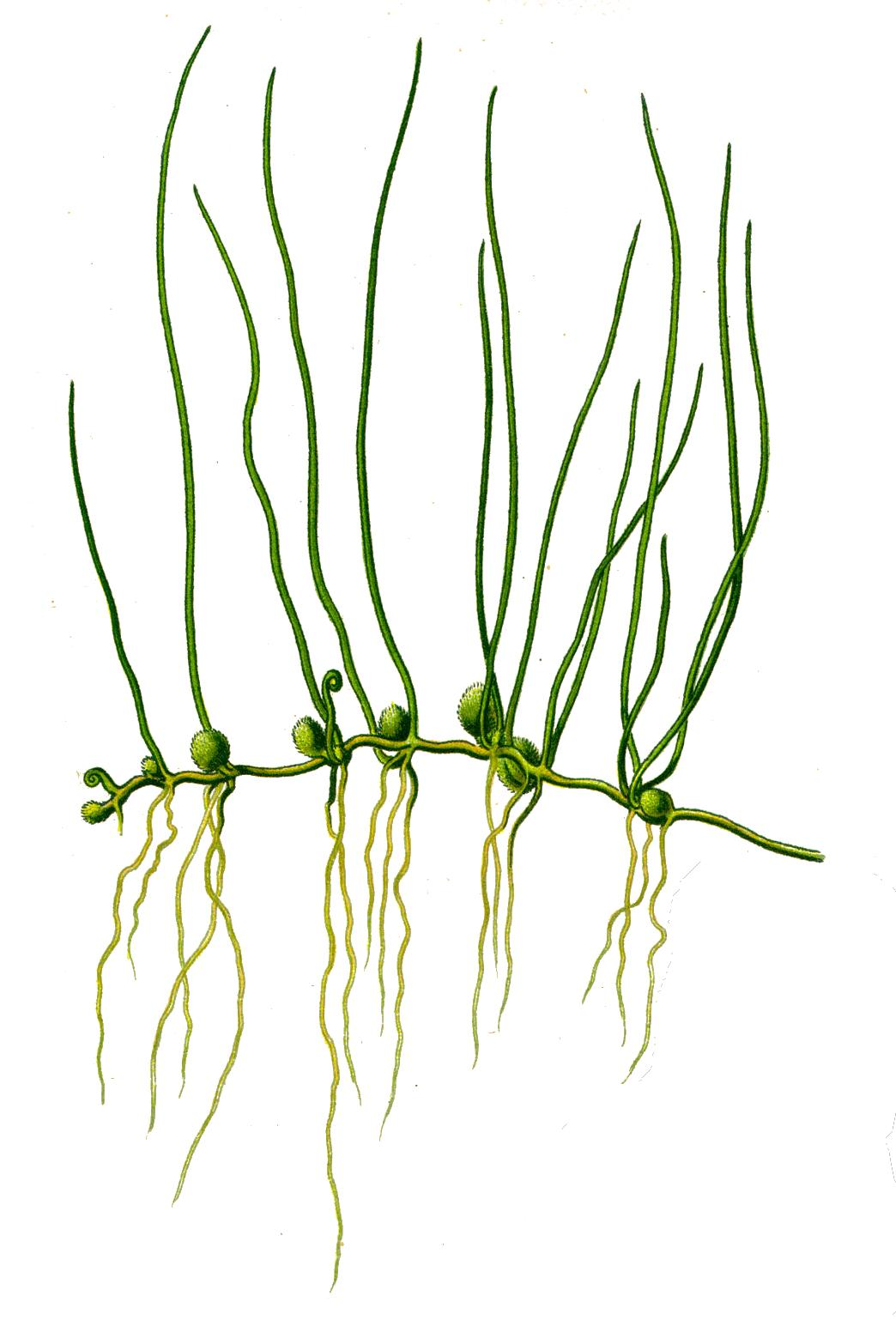
Vue synthétique de la pilulaire

### Appareil végétatif
Cette fougère herbacée, aquatique, a tendance à passer inaperçue lorsqu'elle est au milieu des joncs. En effet, ses frondes linéaires rappellent ces derniers, mais elles partent d'un rhizome rampant portant de fines racines. Comme chez la plupart des fougères, les jeunes feuilles sont enroulées en forme de crosse.

### Appareil reproducteur
Les sporocarpes sont situés à la base des feuilles, et attachés au rhizome. Ils sont bruns à maturité, et portent un duvet fin et court. Ils comportent 4 loges contenant des microsporanges produisant des microspores mâles, et des macrosporanges produisant des macrospores femelles (hétérosporie).

## Répartition et habitat
Cette plante vit sur la bordure des étangs.